# مناور الميموني
مناور الميموني مواليد 17 أغسطس 1997 في ، السعودية، هو لاعب كرة قدم سعودي يلعب حالياً لنادي النعيرية.

## مسيرة اللاعب
لعب مع نادي النهضة ونادي النجوم ونادي الأخدود ونادي النعيرية.